# Trichomegalosphys
Trichomegalosphys är ett släkte av tvåvingar. Trichomegalosphys ingår i familjen sorgmyggor.
Kladogram enligt Catalogue of Life:
| Trichomegalosphys | \| \| Trichomegalosphys antunesi \| \| \| \| \| \| Trichomegalosphys laticornis \| \| \| \| \| \| Trichomegalosphys melanocephala \| \| \| \| \| \| Trichomegalosphys pubescens \| \| \| \| \| \| Trichomegalosphys sulcata \| \| \| \| |
|                   | \| \| Trichomegalosphys antunesi \| \| \| \| \| \| Trichomegalosphys laticornis \| \| \| \| \| \| Trichomegalosphys melanocephala \| \| \| \| \| \| Trichomegalosphys pubescens \| \| \| \| \| \| Trichomegalosphys sulcata \| \| \| \| |
|                   | Trichomegalosphys antunesi |
|                   | |
|                   | Trichomegalosphys laticornis |
|                   | |
|                   | Trichomegalosphys melanocephala |
|                   | |
|                   | Trichomegalosphys pubescens |
|                   | |
|                   | Trichomegalosphys sulcata |
|                   | |